# 中国东方航空736号班机事故
中国东方航空736号班机事故是指2017年6月11日，一班由澳大利亚悉尼機場飛往中国上海浦东国际机场的中国东方航空736航班在起飞后不久，左侧发动机发生非包容性失效，碎片击穿发动机前整流罩造成严重破损的意外事件。飞机随即紧急折返回悉尼机场，機場出動多輛消防車在停機坪戒備，所幸并未造成人员伤亡。
涉事航機的引擎整流罩被炸出一個大洞，從外面也能看到引擎的扇叶。據了解，事故最初由機場的安全人員最先發現並及時匯報給機組人員，有當地居民事後表示聽到飛機是在低空位置出事，有相當大的噪音，更稱聽到有爆炸聲。東航確認事件，稱是客機左引擎進氣道損毀，及時返航後安全降落。

## 涉事機型
涉事機型為空中客车A330-243，编号B-6099，使用罗尔斯·罗伊斯遄达700系列引擎，至此次事故時有9.3年機齡。

## 调查
2019年11月20日，澳洲運輸安全局（Australian Transport Safety Bureau）发布了事故的最终报告，该局认定，事故原因为：起飞时三个消音板（acoustic panel）之一及左侧发动机进气整流罩的内侧外蒙皮脱离并被吸入发动机，导致发动机损坏，致使该机返回其起飞机场。该局同时指出其与罗尔斯·罗伊斯控股有限公司均未能查明消音板脱落的结论性原因。 